# Isobutiraldeído

Isobutiraldeído é o aldeído que é isômero ramificado do butanal.